# ショーン・オチンコ
ショーン・ピーター・オチンコ（Sean Peter Ochinko, 1987年10月21日 - ）は、アメリカ合衆国メリーランド州出身の元プロ野球選手（捕手）、コーチ。右投右打。

## 経歴

### プロ入り前
1987年10月21日、メリーランド州で誕生、後にフロリダ州パークランドに移住する。ストーンマン・ダグラス高等学校在学中は捕手として活躍し、2006年には「ベースボール・アメリカ」が選ぶ2006年の高校生選手300傑』Baseball America's Top 300 High School Players of 2006 」に選定された。
奨学生として大学野球の名門ルイジアナ州立大学（LSU）に進学すると、捕手と一塁手を兼任してNCAA（全米大学リーグ）に参戦し、同僚のジェレッド・ミッチェル、ルイス・コールマン、チャド・ジョーンズらと共にチームを牽引した。
2009年のCWS（カレッジ・ワールドシリーズ)では、第3戦の5打数4安打など活躍し、同大のCWS優勝に貢献した。 このシリーズ決勝戦後のインタビューに際し、LSUチームヘッドコーチ（NCAAにおいては実質的に「監督」を意味する）のポール・マイニエリは、「ショーンについて一言。 彼はクラッチヒッター、それも左（投手）を打つのが上手い。」と評した。 
NCAA2年目までの通算成績は103試合に出場して打率.275、11本塁打、53打点というものであったが、3年目の2009年は出場65試合で自己最高記録の打率.333、9本塁打、57打点を記録した。

### プロ入りとブルージェイズ傘下時代
2009年6月9日に行われたMLBドラフト11巡目（全体339位）でトロント・ブルージェイズから指名された。7月8日にドラフト指名選手中26番目に契約締結した旨を発表した。
契約締結早々の2009年7月9日の傘下のA-級オーバーン・ダブルデイズ（ニューヨーク・ペンリーグ）の試合に先発捕手で出場してプロデビューを果たし、同日プロ入り初安打を記録した。その後はシーズンを通じて、捕手、一塁手、DHの各ポジションを兼任して出場し、最終的には52試合に出場して188打数61安打、打率.324（リーグ2位）、出塁率.382（同10位）、長打率.527（同4位）、OPS.908（同2位）の好成績を残した。オフの9月17日には、例年ブルージェイズが管下マイナーリーグ各階級の前年度優秀選手に対して行う「ハワード・ウェブスター賞」SSAの部において表彰された。
2010年は1A級ミッドウェストリーグ東地区のランシング・ラグナッツでプレー。捕手、一塁の他に、三塁手としても出場するようになった（捕手で45試合、一塁で16試合、三塁で22試合、指名打者で23試合に出場）。打撃成績は前年よりやや下降したものの、2年連続で打率3割を記録した（109試合の出場で打率.311、8本塁打、65打点、OPS.811）。8月15日には、プロ入り後初のサヨナラ本塁打を放った。シーズン終了後には、「ハワード・ウェブスター賞」（Aの部）を2年連続で受賞した。複数回の受賞は、球団史上23人目である。
2011年はA+級フロリダ・ステートリーグ北地区のダニーデン・ブルージェイズでプレー。開幕当初は絶不調で、5月終了時点の成績は打率.201、4本塁打であった。6月以降は復調し、最終的に自己最高の16本塁打(リーグ12位)、79打点(リーグ7位)をマークするなど、投手有利とされるフロリダ・ステートリーグで長打力の面においては成長を示したが、打率は自己ワーストの.261、OPSも.771に終わった。チームメイトに捕手有望株のA.J.ヒメネスがいたこともあって、指名打者での出場が46試合を数え、捕手での出場は31試合に留まった（他に一塁手で17試合、三塁手で28試合に出場）。
2012年もA+級のダニーデンからスタートしたが、AA級の正捕手A.J.ヒメネスがトミー・ジョン手術で離脱したことを受け、5月17日にAA級イースタンリーグ北地区のニューハンプシャー・フィッシャーキャッツに昇格した。怪我もあって87試合しか出場できなかったが、A+級とAA級の合計で打率.278、9本塁打、42打点、OPS.765と及第点の成績を残した。この年は内野手としての出場が減り、大半が捕手としての出場だった。シーズン終了後には教育リーグのアリゾナ・フォールリーグに参加した。
2013年2月には招待選手としてブルージェイズのキャンプに参加。同年6月7日にAAA級のバッファロー・バイソンズに昇格。しかし同年8月26日、禁止薬物であるアンフェタミンに陽性反応を示したとして、50試合の出場禁止処分を受けた。
2014年7月下旬に復帰したものの、AA級とAAA級で計24試合出場、打率.213、3本塁打、13打点に終わった。
2015年はAA級1試合、AAA級61試合の計62試合に出場、打率.254、2本塁打、25打点を記録した。同年11月6日にフリーエージェントとなった。

### 引退後
2017年に母校ルイジアナ州立大学のアシスタントコーチを務め、2018年から2シーズンボランティア打撃コーチを務めた。

## プレースタイル
身長は公称5フィート11インチ（約180.3cm）と捕手、一塁手にしては小柄な体格であるが、NCAA時代には、2009年CWS優勝を果たしたLSUで主軸を任されており、NCAA3年目には打率.333、OPS.903を記録したほか、プロ入り後もマイナーリーグで1年目からクリーンナップを担った。
特に対左投手に強く、マイナーリーグ初年度は対右投手が打率.303なのに対して、対左投手では打率.391を記録した。2年目も対右投手の打率.277に対して、対左投手は.392であった。
ポジションは主に捕手であるが、NCAA時代の通算盗塁阻止率は21.8%と、それほど高い成績ではなかった。そのため、NCAA3年目には正捕手をマイカ・ギブスが務め、一塁手としての出場機会が増えた。マイナーリーグ6年間の通算で盗塁刺80に対して許盗塁277であり、通算盗塁阻止率は22.4%である。マイナーリーグ2年目と3年目には三塁手も経験したが、三塁手としての通算守備率は93.4%と低い。
NCAA時代のチームメイトであったシカゴ・ホワイトソックスから1巡目指名されたミッチェルよりも高い打率を残しながら、守備面や体格面を含めた総合的評価が高くなかったため、ドラフトにおける指名順位は11巡目と比較的低位なものとなった。打撃が良いため、「一塁手に専念すべきだ」という声もあった。

## 人物
家族は、両親と弟2人。
MLB球団の中ではニューヨーク・メッツのファンであり、好きな野球選手はマイク・ピアッツァ。野球以外のスポーツではNBAのケビン・デュラントのファンでもある。NFLではニューオーリンズ・セインツのファン。好きなアーティストは、カントリー歌手のティム・マグロウ。また、スリップノットやアイアンメイデンのようなヘヴィメタル系のアーティストも好みとのこと
趣味は釣り、ゴルフ、ビリヤード、卓球。学生時代は、両親の影響を受けてスポーツ少年であったほか、美術史に関心を持っていた。好きな本としてホセ・カンセコの著書『禁断の肉体改造』、好きな映画として「ブレイブハート」を挙げていた。好みの異性のタイプはブロンドの女性である。
ニックネームは、“チンク (Chink) ”である。
2015年3月31日、Twitterで「では、サポートをいただきありがとうございます。素晴らしい一日があります。」と日本語でツイートした。